# Trofeo Alfredo Binda-Comune di Cittiglio 2011
La 36e édition du Trofeo Alfredo Binda-Comune di Cittiglio a eu lieu le 27 mars 2011. C'est la deuxième épreuve de la Coupe du monde de cyclisme sur route féminine 2011. Elle est remportée par la Britannique Emma Pooley.

## Présentation

### Parcours
Le parcours débute de Cittiglio et se dirige vers Mesenzana. Il entame alors une boucle sans difficulté particulière vers Luino. De retour à Mesenzana, la montée vers Cunardo est empruntée. Le grand circuit revient ensuite vers Cittiglio. Quatre tours du petit circuit, long de 18 km, sont alors effectués. Sa principale difficulté est la montée allant à Orino.

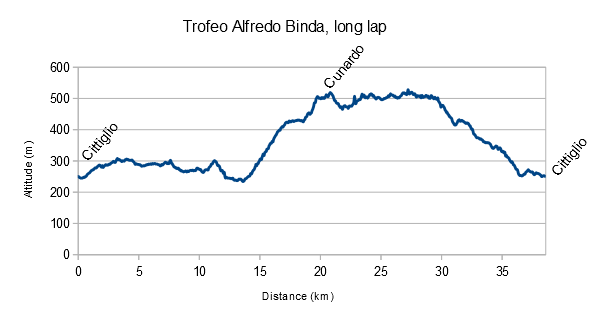
Profil du grand circuit (sans la boucle nord, en magenta sur la carte, qui est quasiment plate)
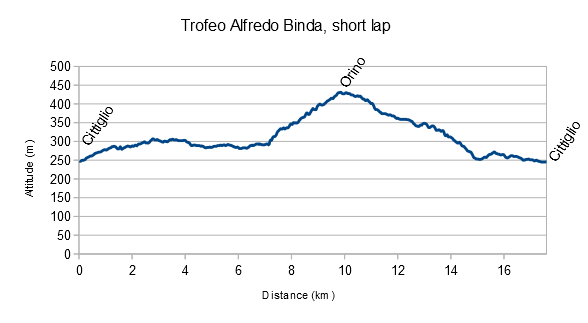
Profil du petit circuit

### Équipes
| Équipes féminines professionnelles (20)- AA Drink-leontien.nl - Abus Nutrixxion - Bizkaia-Durango - Colavita Forno d'Asolo - Debabarrena-Gipuzkoa - Diadora-Pasta Zara - Dolmans Landscaping - Garmin-Cervélo - Gauss - Hitec Products-UCK - HTC-Highroad Women - Kleo Ladies - Kuota Speed Kueens - Lointek - Lotto Honda - Mcipollini-Giordana - SC Michela Fanini Rox - Tibco-To the Top - Top Girls-Fassa Bortolo - Vaiano Solaristech Équipes nationales (8)- Australie - Belgique - Croatie - France - Hongrie - Pays-Bas - Russie - Slovénie |
| |

## Favorites
La vainqueur sortante, Marianne Vos, est absente car elle participe aux championnats du monde sur piste. La vainqueur 2008, Emma Pooley, est par contre au départ et à montrer la semaine précédente sa bonne forme. La Suédoise Emma Johansson et l'Allemande Judith Arndt sont ses principales concurrentes. Les autres favorites sont la Russe Olga Zabelinskaya et la vainqueur 2007 Nicole Cooke. Parmi les jeunes outsiders, on compte Rossella Callovi, Elisa Longo Borghini et Pauline Ferrand-Prévot. La locale Noemi Cantele est également à surveiller,.

## Récit de la course
La météo est pluvieuse. Le rythme élevé élimine certaines concurrentes dès le début de course. Il n'y a cependant pas d'échappée. La formation Diadora Pasta Zara mène le peloton. Dans la côte de Cunardo, Sharon Laws attaque, mais elle est immédiatement prise en chasse. L'accélération fait néanmoins des dégâts dans le peloton. Dans le faux-plat vers Orino, Sharon Laws sort avec Olga Zabelinskaya. Elles sont reprises dans la descente après Orino. Emma Pooley contre. Elle est prise en chasse et interrompt son effort. Elle retente plus loin. Elle est suivie par trois coureuses dont Zabelinskaya. Le groupe est repris. En bas de la descente vers Cittiglio, le peloton est particulièrement désorganisé, Emma Pooley attaque pour la troisième fois. En haut de la côte d'Orino, elle compte une avance de quarante secondes. Au même endroit, le tour suivant, cet avantage atteint deux minutes. Derrière, la taille du peloton s'est réduite. Un contre avec Ruth Corset, Loes Gunnewijk et Christel Ferrier-Bruneau. Dans la dernière montée, Gunnewijk est distancée. Le duo est néanmoins repris dans les derniers kilomètres. Emma Pooley s'impose au bout de quasiment 80 km d'échappée. Derrière, Emma Johansson prend la deuxième place,,.

## Classements

### Classement final
| \| Classement général \| Classement général \| Classement général \| Classement général \| Classement général \| \| Coureuse \| Coureuse \| Pays \| Équipe \| Temps \| \| ------------------ \| ---------------------- \| ------------------ \| -------------------- \| ------------------ \| \| 1re \| Emma Pooley \| Royaume-Uni \| Garmin-Cervélo \| 3 h 08 min 17 s \| \| 2e \| Emma Johansson \| Suède \| Hitec Products-UCK \| + 1 min 32 s \| \| 3e \| Annemiek van Vleuten \| Pays-Bas \| Pays-Bas \| + 1 min 32 s \| \| 4e \| Martine Bras \| Pays-Bas \| Dolmans Landscaping \| + 1 min 32 s \| \| 5e \| Shelley Olds \| États-Unis \| Diadora-Pasta Zara \| + 1 min 32 s \| \| 6e \| Chantal Blaak \| Pays-Bas \| AA Drink-Leontien.nl \| + 1 min 32 s \| \| 7e \| Judith Arndt \| Allemagne \| HTC-Highroad Women \| + 1 min 32 s \| \| 8e \| Grace Verbeke \| Belgique \| Belgique \| + 1 min 33 s \| \| 9e \| Pauline Ferrand-Prévot \| France \| France \| + 1 min 33 s \| \| 10e \| Lucinda Brand \| Pays-Bas \| AA Drink-Leontien.nl \| + 1 min 33 s \| |                        |             |                      |                 |
| |                        |             |                      |                 |
| Source : Cycling Quotient |                        |             |                      |                 |
| Classement général |                        |             |                      |                 |
| Coureuse | Coureuse               | Pays        | Équipe               | Temps           |
| 1re | Emma Pooley            | Royaume-Uni | Garmin-Cervélo       | 3 h 08 min 17 s |
| 2e | Emma Johansson         | Suède       | Hitec Products-UCK   | + 1 min 32 s    |
| 3e | Annemiek van Vleuten   | Pays-Bas    | Pays-Bas             | + 1 min 32 s    |
| 4e | Martine Bras           | Pays-Bas    | Dolmans Landscaping  | + 1 min 32 s    |
| 5e | Shelley Olds           | États-Unis  | Diadora-Pasta Zara   | + 1 min 32 s    |
| 6e | Chantal Blaak          | Pays-Bas    | AA Drink-Leontien.nl | + 1 min 32 s    |
| 7e | Judith Arndt           | Allemagne   | HTC-Highroad Women   | + 1 min 32 s    |
| 8e | Grace Verbeke          | Belgique    | Belgique             | + 1 min 33 s    |
| 9e | Pauline Ferrand-Prévot | France      | France               | + 1 min 33 s    |
| 10e | Lucinda Brand          | Pays-Bas    | AA Drink-Leontien.nl | + 1 min 33 s    |

### Points attribués
| Position           | 1er | 2e | 3e | 4e | 5e | 6e | 7e | 8e | 9e | 10e | 11e | 12e | 13e | 14e | 15e |
| Classement général | 100 | 70 | 40 | 30 | 25 | 20 | 15 | 10 | 9  | 8   | 7   | 6   | 5   | 4   | 3   |

## Liste des participantes
| Légende | Légende                                                                                | Légende | Légende                                                    |
| ------- | -------------------------------------------------------------------------------------- | ------- | ---------------------------------------------------------- |
| Num     | Dossard de départ porté par le coureur sur ce Trofeo Alfredo Binda-Comune di Cittiglio | Pos     | Position à l'arrivée de la course                          |
|         | Indique un maillot de champion national ou mondial, suivi de sa spécialité             | NP      | Indique un coureur qui n'a pas pris le départ de la course |
| AB      | Indique un coureur qui n'a pas terminé la course                                       | HD      | Indique un coureur qui a terminé la course hors des délais |

| HTC-Highroad Women TCW | HTC-Highroad Women TCW    | HTC-Highroad Women TCW |
| ---------------------- | ------------------------- | ---------------------- |
| Num                    | Coureuse                  | Pos                    |
| 1                      | Judith Arndt (GER)        | 7e                     |
| 2                      | Evelyn Stevens (USA)      | 23e                    |
| 4                      | Ina-Yoko Teutenberg (GER) | 80e                    |
| 5                      | Adrie Visser (NED)        | 67e                    |
| 6                      | Emilia Fahlin (SWE)       | AB                     |

| AA Drink-Leontien.nl LNL | AA Drink-Leontien.nl LNL  | AA Drink-Leontien.nl LNL |
| ------------------------ | ------------------------- | ------------------------ |
| Num                      | Coureuse                  | Pos                      |
| 7                        | Irene van den Broek (NED) | 29e                      |
| 8                        | Lucinda Brand (NED)       | 10e                      |
| 9                        | Marlen Jöhrend (GER)      | AB                       |
| 10                       | Chantal Blaak (NED)       | 6e                       |
| 11                       | Trixi Worrack (GER)       | 76e                      |
| 12                       | Heleen van Vliet (NED)    | 37e                      |

| Garmin-Cervélo CWT | Garmin-Cervélo CWT        | Garmin-Cervélo CWT |
| ------------------ | ------------------------- | ------------------ |
| Num                | Coureuse                  | Pos                |
| 13                 | Noemi Cantele (ITA)       | 22e                |
| 14                 | Sharon Laws (GBR)         | 21e                |
| 15                 | Lucy Martin (GBR)         | 39e                |
| 16                 | Emma Pooley (GBR) (route) | 1re                |
| 17                 | Carla Ryan (AUS)          | 78e                |
| 18                 | Iris Slappendel (NED)     | AB                 |

| Diadora-Pasta Zara DPZ | Diadora-Pasta Zara DPZ  | Diadora-Pasta Zara DPZ |
| ---------------------- | ----------------------- | ---------------------- |
| Num                    | Coureuse                | Pos                    |
| 19                     | Mara Abbott (USA)       | AB                     |
| 20                     | Claudia Häusler (GER)   | 79e                    |
| 21                     | Shelley Olds (USA)      | 5e                     |
| 22                     | Eleonora Patuzzo (ITA)  | 32e                    |
| 23                     | Rachel Neylan (AUS)     | 74e                    |
| 24                     | Olga Zabelinskaïa (RUS) | 16e                    |

| Hitec Products-UCK HPU | Hitec Products-UCK HPU            | Hitec Products-UCK HPU |
| ---------------------- | --------------------------------- | ---------------------- |
| Num                    | Coureuse                          | Pos                    |
| 25                     | Emma Johansson (SWE) (route)      | 2e                     |
| 26                     | Sara Mustonen (SWE)               | 53e                    |
| 27                     | Tone Hatteland Lima (NOR)         | AB                     |
| 28                     | Emilie Moberg (NOR)               | AB                     |
| 29                     | Marie Voreland (NOR)              | AB                     |
| 30                     | Lise Hafsø Nøstvold (NOR) (route) | 55e                    |

| Colavita Forno d'Asolo FCL | Colavita Forno d'Asolo FCL     | Colavita Forno d'Asolo FCL |
| -------------------------- | ------------------------------ | -------------------------- |
| Num                        | Coureuse                       | Pos                        |
| 31                         | Tetyana Riabchenko (UKR)       | 28e                        |
| 32                         | Uênia Fernandes Da Souza (BRA) | AB                         |
| 33                         | Modesta Vžesniauskaitė (LTU)   | AB                         |
| 34                         | Christina Kollmann (AUT)       | AB                         |
| 35                         | Giada Borgato (ITA)            | 75e                        |
| 36                         | Rosane Kirch (BRA)             | AB                         |

| MCipollini-Giordana MCG | MCipollini-Giordana MCG       | MCipollini-Giordana MCG |
| ----------------------- | ----------------------------- | ----------------------- |
| Num                     | Coureuse                      | Pos                     |
| 37                      | Nicole Cooke (GBR)            | AB                      |
| 38                      | Tatiana Guderzo (ITA)         | 19e                     |
| 39                      | Marta Bastianelli (ITA)       | 69e                     |
| 40                      | Monia Baccaille (ITA) (route) | 73e                     |
| 41                      | Yulia Blindyuk (RUS)          | AB                      |
| 42                      | Jennifer Hohl (SUI)           | 40e                     |

| Lotto Honda LHT | Lotto Honda LHT           | Lotto Honda LHT |
| --------------- | ------------------------- | --------------- |
| Num             | Coureuse                  | Pos             |
| 43              | Veronica Andrèasson (SWE) | AB              |
| 44              | Tiffany Cromwell (AUS)    | 51e             |
| 45              | Laure Werner (BEL)        | AB              |
| 46              | Ludivine Henrion (BEL)    | 35e             |
| 47              | Ashleigh Moolman (RSA)    | 43e             |

| Vaiano Solaristech VAI | Vaiano Solaristech VAI      | Vaiano Solaristech VAI |
| ---------------------- | --------------------------- | ---------------------- |
| Num                    | Coureuse                    | Pos                    |
| 49                     | Valentina Bastianelli (ITA) | AB                     |
| 50                     | Eleonora Spaliviero (ITA)   | AB                     |
| 51                     | Chiara Vanni (ITA)          | 52e                    |
| 52                     | Irene Falorni (ITA)         | AB                     |
| 53                     | Kataržina Sosna (LTU)       | AB                     |
| 54                     | Rasa Leleivytė (LTU)        | 36e                    |

| Gauss GAU | Gauss GAU                       | Gauss GAU |
| --------- | ------------------------------- | --------- |
| Num       | Coureuse                        | Pos       |
| 55        | Tatiana Antoshina (RUS) (route) | 13e       |
| 56        | Alessandra Borchi (ITA)         | 65e       |
| 57        | Christel Ferrier-Bruneau (FRA)  | 11e       |
| 58        | Sylwia Kapusta (POL)            | 45e       |
| 59        | Luisa Tamanini (ITA)            | 77e       |
| 60        | Valentina Scandolara (ITA)      | 66e       |

| Tibco-To the Top TIB | Tibco-To the Top TIB             | Tibco-To the Top TIB |
| -------------------- | -------------------------------- | -------------------- |
| Num                  | Coureuse                         | Pos                  |
| 62                   | Emma Mackie (AUS)                | AB                   |
| 63                   | Megan Guarnier (USA)             | 46e                  |
| 64                   | Serena Sheridan (NZL)            | 61e                  |
| 65                   | Kendall Ryan (USA)               | AB                   |
| 66                   | Joëlle Numainville (CAN) (route) | 42e                  |

| Dolmans Landscaping DLT | Dolmans Landscaping DLT  | Dolmans Landscaping DLT |
| ----------------------- | ------------------------ | ----------------------- |
| Num                     | Coureuse                 | Pos                     |
| 67                      | Martine Bras (NED)       | 4e                      |
| 68                      | Mascha Pijnenborg (NED)  | AB                      |
| 69                      | Petra Dijkman (NED)      | AB                      |
| 70                      | Birgit Lavrijssen (NED)  | AB                      |
| 71                      | Marissa Otten (NED)      | AB                      |
| 72                      | Laura van der Kamp (NED) | AB                      |

| SC Michela Fanini Rox MIC | SC Michela Fanini Rox MIC         | SC Michela Fanini Rox MIC |
| ------------------------- | --------------------------------- | ------------------------- |
| Num                       | Coureuse                          | Pos                       |
| 73                        | Karin Aune (SWE)                  | AB                        |
| 74                        | Martina Růžičková (CZE)           | 41e                       |
| 75                        | Verónica Leal (MEX) (route)       | 70e                       |
| 76                        | Nina Ovcharenko (UKR)             | AB                        |
| 77                        | Oksana Kashchyna (UKR)            | 31e                       |
| 78                        | Małgorzata Jasińska (POL) (route) | 47e                       |

| Top Girls-Fassa Bortolo TOG | Top Girls-Fassa Bortolo TOG | Top Girls-Fassa Bortolo TOG |
| --------------------------- | --------------------------- | --------------------------- |
| Num                         | Coureuse                    | Pos                         |
| 79                          | Elena Berlato (ITA)         | 12e                         |
| 80                          | Bridie O'Donnell (AUS)      | 30e                         |
| 81                          | Giulia Ronchi (ITA)         | 57e                         |
| 81                          | Jennifer Fiori (ITA)        | AB                          |
| 83                          | Elisa Longo Borghini (ITA)  | 25e                         |
| 84                          | Gloria Presti (ITA)         | AB                          |

| Abus Nutrixxion NXX | Abus Nutrixxion NXX            | Abus Nutrixxion NXX |
| ------------------- | ------------------------------ | ------------------- |
| Num                 | Coureuse                       | Pos                 |
| 85                  | Anna Fischer (GER)             | 27e                 |
| 86                  | Maria Grandt Petersen          | AB                  |
| 87                  | Nathalie Lamborelle (LUX)      | AB                  |
| 88                  | Marie Lindberg (SWE)           | 56e                 |
| 89                  | Anna-Bianca Schnitzmeier (GER) | AB                  |
| 90                  | Martina Zwick (GER)            | AB                  |

| Kleo Ladies KLT | Kleo Ladies KLT            | Kleo Ladies KLT |
| --------------- | -------------------------- | --------------- |
| Num             | Coureuse                   | Pos             |
| 91              | Martina Corazza (ITA)      | AB              |
| 92              | Francesca Tognali (ITA)    | 59e             |
| 93              | Angela McClure (AUS)       | AB              |
| 94              | Andrea Graus (AUT) (route) | 71e             |
| 95              | Chiara Nadalutti (ITA)     | 50e             |
| 96              | Chiara Bortolus (ITA)      | AB              |

| Kuota Speed Kueens KSK | Kuota Speed Kueens KSK   | Kuota Speed Kueens KSK |
| ---------------------- | ------------------------ | ---------------------- |
| Num                    | Coureuse                 | Pos                    |
| 98                     | Jacqueline Hahn (AUT)    | AB                     |
| 99                     | Romy Kasper (GER)        | AB                     |
| 100                    | Daniela Pintarelli (AUT) | AB                     |
| 101                    | Bianca Purath (GER)      | AB                     |
| 102                    | Bernadette Schober (AUT) | AB                     |

| Debabarrena-Gipuzkoa DEB | Debabarrena-Gipuzkoa DEB    | Debabarrena-Gipuzkoa DEB |
| ------------------------ | --------------------------- | ------------------------ |
| Num                      | Coureuse                    | Pos                      |
| 103                      | Inmaculada Pereiro (ESP)    | AB                       |
| 104                      | Ane Santesteban (ESP)       | AB                       |
| 105                      | Inmaculada Rafael (ESP)     | AB                       |
| 106                      | Dorleta Eskamendi Gil (ESP) | AB                       |
| 107                      | Izaro Lasa (ESP)            | AB                       |

| Bizkaia-Durango BPD | Bizkaia-Durango BPD           | Bizkaia-Durango BPD |
| ------------------- | ----------------------------- | ------------------- |
| Num                 | Coureuse                      | Pos                 |
| 108                 | Cristina Alcalde (ESP)        | AB                  |
| 109                 | Polona Batagelj (SLO) (route) | 17e                 |
| 110                 | Ana Garcia (ESP)              | AB                  |
| 111                 | Rocío Loureda (ESP)           | AB                  |
| 112                 | Davina Summers (AUS)          | AB                  |
| 113                 | Ariadna Tudel Cuberes (AND)   | AB                  |

| Lointek LTK | Lointek LTK              | Lointek LTK |
| ----------- | ------------------------ | ----------- |
| Num         | Coureuse                 | Pos         |
| 114         | Eneritz Iturriaga (ESP)  | AB          |
| 115         | Mireia Epelde (ESP)      | AB          |
| 116         | Émilie Blanquefort (FRA) | AB          |
| 117         | Belén López (ESP)        | AB          |
| 118         | Leticia Gil (ESP)        | AB          |
| 119         | Anne-Marie Schmitt (LUX) | AB          |

| Pays-Bas NED | Pays-Bas NED           | Pays-Bas NED |
| ------------ | ---------------------- | ------------ |
| Num          | Coureuse               | Pos          |
| 120          | Loes Gunnewijk (route) | 18e          |
| 121          | Annemiek van Vleuten   | 3e           |
| 122          | Noortje Tabak          | 14e          |
| 123          | Andrea Bosman          | 34e          |
| 124          | Regina Bruins          | AB           |
| 125          | Roxane Knetemann       | AB           |

| Australie AUS | Australie AUS   | Australie AUS |
| ------------- | --------------- | ------------- |
| Num           | Coureuse        | Pos           |
| 126           | Ruth Corset     | 20e           |
| 127           | Amanda Spratt   | 62e           |
| 128           | Lauren Kitchen  | 49e           |
| 129           | Shara Gillow    | 63e           |
| 130           | Alexandra Carle | 60e           |
| 131           | Rowena Fry      | AB            |

| Russie RUS | Russie RUS           | Russie RUS |
| ---------- | -------------------- | ---------- |
| Num        | Coureuse             | Pos        |
| 132        | Svetlana Boubnenkova | 33e        |
| 133        | Natalja Bojarskaja   | 24e        |
| 134        | Irina Molicheva      | 26e        |
| 135        | Anna Potokina        | 58e        |
| 136        | Marina Kulikova      | AB         |

| Belgique BEL | Belgique BEL             | Belgique BEL |
| ------------ | ------------------------ | ------------ |
| Num          | Coureuse                 | Pos          |
| 138          | Ine Beyen                | AB           |
| 139          | Lieselot Decroix         | 68e          |
| 140          | Liesbet De Vocht (route) | 64e          |
| 141          | Sjoukje Dufoer           | 38e          |
| 142          | Annelies Van Doorslaer   | AB           |
| 143          | Grace Verbeke            | 8e           |

| France FRA | France FRA             | France FRA |
| ---------- | ---------------------- | ---------- |
| Num        | Coureuse               | Pos        |
| 144        | Aude Biannic           | 15e        |
| 145        | Sophie Creux           | 44e        |
| 146        | Pauline Ferrand-Prévot | 9e         |
| 147        | Julie Krasniak         | AB         |
| 148        | Eugénie Mermillod      | 48e        |
| 149        | Edwige Pitel           | 54e        |

| Hongrie HUN | Hongrie HUN       | Hongrie HUN |
| ----------- | ----------------- | ----------- |
| Num         | Coureuse          | Pos         |
| 150         | Veronika Kormos   | AB          |
| 151         | Anita Rita Kenyó  | AB          |
| 152         | Krisztina Fáy     | AB          |
| 153         | Mónika Király     | AB          |
| 154         | Gabriella Zelinka | AB          |
| 155         | Aniko Revesz      | 72e         |

| Slovénie SLO | Slovénie SLO  | Slovénie SLO |
| ------------ | ------------- | ------------ |
| Num          | Coureuse      | Pos          |
| 156          | Alenka Novak  | AB           |
| 157          | Urša Pintar   | AB           |
| 158          | Tjaša Rutar   | AB           |
| 159          | Petra Zrimsek | AB           |
| 160          | Živa Verbič   | AB           |
| 161          | Andreja Godec | AB           |

| Croatie CRO | Croatie CRO   | Croatie CRO |
| ----------- | ------------- | ----------- |
| Num         | Coureuse      | Pos         |
| 162         | Viena Balen   | AB          |
| 163         | Wanda Svrakic | AB          |
| 164         | Iva Bozac     | AB          |
| 165         | Anja Jakasa   | AB          |

| HTC-Highroad Women TCW | HTC-Highroad Women TCW    | HTC-Highroad Women TCW |
| ---------------------- | ------------------------- | ---------------------- |
| Num                    | Coureuse                  | Pos                    |
| 1                      | Judith Arndt (GER)        | 7e                     |
| 2                      | Evelyn Stevens (USA)      | 23e                    |
| 4                      | Ina-Yoko Teutenberg (GER) | 80e                    |
| 5                      | Adrie Visser (NED)        | 67e                    |
| 6                      | Emilia Fahlin (SWE)       | AB                     |

| AA Drink-Leontien.nl LNL | AA Drink-Leontien.nl LNL  | AA Drink-Leontien.nl LNL |
| ------------------------ | ------------------------- | ------------------------ |
| Num                      | Coureuse                  | Pos                      |
| 7                        | Irene van den Broek (NED) | 29e                      |
| 8                        | Lucinda Brand (NED)       | 10e                      |
| 9                        | Marlen Jöhrend (GER)      | AB                       |
| 10                       | Chantal Blaak (NED)       | 6e                       |
| 11                       | Trixi Worrack (GER)       | 76e                      |
| 12                       | Heleen van Vliet (NED)    | 37e                      |

| Garmin-Cervélo CWT | Garmin-Cervélo CWT        | Garmin-Cervélo CWT |
| ------------------ | ------------------------- | ------------------ |
| Num                | Coureuse                  | Pos                |
| 13                 | Noemi Cantele (ITA)       | 22e                |
| 14                 | Sharon Laws (GBR)         | 21e                |
| 15                 | Lucy Martin (GBR)         | 39e                |
| 16                 | Emma Pooley (GBR) (route) | 1re                |
| 17                 | Carla Ryan (AUS)          | 78e                |
| 18                 | Iris Slappendel (NED)     | AB                 |

| Diadora-Pasta Zara DPZ | Diadora-Pasta Zara DPZ  | Diadora-Pasta Zara DPZ |
| ---------------------- | ----------------------- | ---------------------- |
| Num                    | Coureuse                | Pos                    |
| 19                     | Mara Abbott (USA)       | AB                     |
| 20                     | Claudia Häusler (GER)   | 79e                    |
| 21                     | Shelley Olds (USA)      | 5e                     |
| 22                     | Eleonora Patuzzo (ITA)  | 32e                    |
| 23                     | Rachel Neylan (AUS)     | 74e                    |
| 24                     | Olga Zabelinskaïa (RUS) | 16e                    |

| Hitec Products-UCK HPU | Hitec Products-UCK HPU            | Hitec Products-UCK HPU |
| ---------------------- | --------------------------------- | ---------------------- |
| Num                    | Coureuse                          | Pos                    |
| 25                     | Emma Johansson (SWE) (route)      | 2e                     |
| 26                     | Sara Mustonen (SWE)               | 53e                    |
| 27                     | Tone Hatteland Lima (NOR)         | AB                     |
| 28                     | Emilie Moberg (NOR)               | AB                     |
| 29                     | Marie Voreland (NOR)              | AB                     |
| 30                     | Lise Hafsø Nøstvold (NOR) (route) | 55e                    |

| Colavita Forno d'Asolo FCL | Colavita Forno d'Asolo FCL     | Colavita Forno d'Asolo FCL |
| -------------------------- | ------------------------------ | -------------------------- |
| Num                        | Coureuse                       | Pos                        |
| 31                         | Tetyana Riabchenko (UKR)       | 28e                        |
| 32                         | Uênia Fernandes Da Souza (BRA) | AB                         |
| 33                         | Modesta Vžesniauskaitė (LTU)   | AB                         |
| 34                         | Christina Kollmann (AUT)       | AB                         |
| 35                         | Giada Borgato (ITA)            | 75e                        |
| 36                         | Rosane Kirch (BRA)             | AB                         |

| MCipollini-Giordana MCG | MCipollini-Giordana MCG       | MCipollini-Giordana MCG |
| ----------------------- | ----------------------------- | ----------------------- |
| Num                     | Coureuse                      | Pos                     |
| 37                      | Nicole Cooke (GBR)            | AB                      |
| 38                      | Tatiana Guderzo (ITA)         | 19e                     |
| 39                      | Marta Bastianelli (ITA)       | 69e                     |
| 40                      | Monia Baccaille (ITA) (route) | 73e                     |
| 41                      | Yulia Blindyuk (RUS)          | AB                      |
| 42                      | Jennifer Hohl (SUI)           | 40e                     |

| Lotto Honda LHT | Lotto Honda LHT           | Lotto Honda LHT |
| --------------- | ------------------------- | --------------- |
| Num             | Coureuse                  | Pos             |
| 43              | Veronica Andrèasson (SWE) | AB              |
| 44              | Tiffany Cromwell (AUS)    | 51e             |
| 45              | Laure Werner (BEL)        | AB              |
| 46              | Ludivine Henrion (BEL)    | 35e             |
| 47              | Ashleigh Moolman (RSA)    | 43e             |

| Vaiano Solaristech VAI | Vaiano Solaristech VAI      | Vaiano Solaristech VAI |
| ---------------------- | --------------------------- | ---------------------- |
| Num                    | Coureuse                    | Pos                    |
| 49                     | Valentina Bastianelli (ITA) | AB                     |
| 50                     | Eleonora Spaliviero (ITA)   | AB                     |
| 51                     | Chiara Vanni (ITA)          | 52e                    |
| 52                     | Irene Falorni (ITA)         | AB                     |
| 53                     | Kataržina Sosna (LTU)       | AB                     |
| 54                     | Rasa Leleivytė (LTU)        | 36e                    |

| Gauss GAU | Gauss GAU                       | Gauss GAU |
| --------- | ------------------------------- | --------- |
| Num       | Coureuse                        | Pos       |
| 55        | Tatiana Antoshina (RUS) (route) | 13e       |
| 56        | Alessandra Borchi (ITA)         | 65e       |
| 57        | Christel Ferrier-Bruneau (FRA)  | 11e       |
| 58        | Sylwia Kapusta (POL)            | 45e       |
| 59        | Luisa Tamanini (ITA)            | 77e       |
| 60        | Valentina Scandolara (ITA)      | 66e       |

| Tibco-To the Top TIB | Tibco-To the Top TIB             | Tibco-To the Top TIB |
| -------------------- | -------------------------------- | -------------------- |
| Num                  | Coureuse                         | Pos                  |
| 62                   | Emma Mackie (AUS)                | AB                   |
| 63                   | Megan Guarnier (USA)             | 46e                  |
| 64                   | Serena Sheridan (NZL)            | 61e                  |
| 65                   | Kendall Ryan (USA)               | AB                   |
| 66                   | Joëlle Numainville (CAN) (route) | 42e                  |

| Dolmans Landscaping DLT | Dolmans Landscaping DLT  | Dolmans Landscaping DLT |
| ----------------------- | ------------------------ | ----------------------- |
| Num                     | Coureuse                 | Pos                     |
| 67                      | Martine Bras (NED)       | 4e                      |
| 68                      | Mascha Pijnenborg (NED)  | AB                      |
| 69                      | Petra Dijkman (NED)      | AB                      |
| 70                      | Birgit Lavrijssen (NED)  | AB                      |
| 71                      | Marissa Otten (NED)      | AB                      |
| 72                      | Laura van der Kamp (NED) | AB                      |

| SC Michela Fanini Rox MIC | SC Michela Fanini Rox MIC         | SC Michela Fanini Rox MIC |
| ------------------------- | --------------------------------- | ------------------------- |
| Num                       | Coureuse                          | Pos                       |
| 73                        | Karin Aune (SWE)                  | AB                        |
| 74                        | Martina Růžičková (CZE)           | 41e                       |
| 75                        | Verónica Leal (MEX) (route)       | 70e                       |
| 76                        | Nina Ovcharenko (UKR)             | AB                        |
| 77                        | Oksana Kashchyna (UKR)            | 31e                       |
| 78                        | Małgorzata Jasińska (POL) (route) | 47e                       |

| Top Girls-Fassa Bortolo TOG | Top Girls-Fassa Bortolo TOG | Top Girls-Fassa Bortolo TOG |
| --------------------------- | --------------------------- | --------------------------- |
| Num                         | Coureuse                    | Pos                         |
| 79                          | Elena Berlato (ITA)         | 12e                         |
| 80                          | Bridie O'Donnell (AUS)      | 30e                         |
| 81                          | Giulia Ronchi (ITA)         | 57e                         |
| 81                          | Jennifer Fiori (ITA)        | AB                          |
| 83                          | Elisa Longo Borghini (ITA)  | 25e                         |
| 84                          | Gloria Presti (ITA)         | AB                          |

| Abus Nutrixxion NXX | Abus Nutrixxion NXX            | Abus Nutrixxion NXX |
| ------------------- | ------------------------------ | ------------------- |
| Num                 | Coureuse                       | Pos                 |
| 85                  | Anna Fischer (GER)             | 27e                 |
| 86                  | Maria Grandt Petersen          | AB                  |
| 87                  | Nathalie Lamborelle (LUX)      | AB                  |
| 88                  | Marie Lindberg (SWE)           | 56e                 |
| 89                  | Anna-Bianca Schnitzmeier (GER) | AB                  |
| 90                  | Martina Zwick (GER)            | AB                  |

| Kleo Ladies KLT | Kleo Ladies KLT            | Kleo Ladies KLT |
| --------------- | -------------------------- | --------------- |
| Num             | Coureuse                   | Pos             |
| 91              | Martina Corazza (ITA)      | AB              |
| 92              | Francesca Tognali (ITA)    | 59e             |
| 93              | Angela McClure (AUS)       | AB              |
| 94              | Andrea Graus (AUT) (route) | 71e             |
| 95              | Chiara Nadalutti (ITA)     | 50e             |
| 96              | Chiara Bortolus (ITA)      | AB              |

| Kuota Speed Kueens KSK | Kuota Speed Kueens KSK   | Kuota Speed Kueens KSK |
| ---------------------- | ------------------------ | ---------------------- |
| Num                    | Coureuse                 | Pos                    |
| 98                     | Jacqueline Hahn (AUT)    | AB                     |
| 99                     | Romy Kasper (GER)        | AB                     |
| 100                    | Daniela Pintarelli (AUT) | AB                     |
| 101                    | Bianca Purath (GER)      | AB                     |
| 102                    | Bernadette Schober (AUT) | AB                     |

| Debabarrena-Gipuzkoa DEB | Debabarrena-Gipuzkoa DEB    | Debabarrena-Gipuzkoa DEB |
| ------------------------ | --------------------------- | ------------------------ |
| Num                      | Coureuse                    | Pos                      |
| 103                      | Inmaculada Pereiro (ESP)    | AB                       |
| 104                      | Ane Santesteban (ESP)       | AB                       |
| 105                      | Inmaculada Rafael (ESP)     | AB                       |
| 106                      | Dorleta Eskamendi Gil (ESP) | AB                       |
| 107                      | Izaro Lasa (ESP)            | AB                       |

| Bizkaia-Durango BPD | Bizkaia-Durango BPD           | Bizkaia-Durango BPD |
| ------------------- | ----------------------------- | ------------------- |
| Num                 | Coureuse                      | Pos                 |
| 108                 | Cristina Alcalde (ESP)        | AB                  |
| 109                 | Polona Batagelj (SLO) (route) | 17e                 |
| 110                 | Ana Garcia (ESP)              | AB                  |
| 111                 | Rocío Loureda (ESP)           | AB                  |
| 112                 | Davina Summers (AUS)          | AB                  |
| 113                 | Ariadna Tudel Cuberes (AND)   | AB                  |

| Lointek LTK | Lointek LTK              | Lointek LTK |
| ----------- | ------------------------ | ----------- |
| Num         | Coureuse                 | Pos         |
| 114         | Eneritz Iturriaga (ESP)  | AB          |
| 115         | Mireia Epelde (ESP)      | AB          |
| 116         | Émilie Blanquefort (FRA) | AB          |
| 117         | Belén López (ESP)        | AB          |
| 118         | Leticia Gil (ESP)        | AB          |
| 119         | Anne-Marie Schmitt (LUX) | AB          |

| Pays-Bas NED | Pays-Bas NED           | Pays-Bas NED |
| ------------ | ---------------------- | ------------ |
| Num          | Coureuse               | Pos          |
| 120          | Loes Gunnewijk (route) | 18e          |
| 121          | Annemiek van Vleuten   | 3e           |
| 122          | Noortje Tabak          | 14e          |
| 123          | Andrea Bosman          | 34e          |
| 124          | Regina Bruins          | AB           |
| 125          | Roxane Knetemann       | AB           |

| Australie AUS | Australie AUS   | Australie AUS |
| ------------- | --------------- | ------------- |
| Num           | Coureuse        | Pos           |
| 126           | Ruth Corset     | 20e           |
| 127           | Amanda Spratt   | 62e           |
| 128           | Lauren Kitchen  | 49e           |
| 129           | Shara Gillow    | 63e           |
| 130           | Alexandra Carle | 60e           |
| 131           | Rowena Fry      | AB            |

| Russie RUS | Russie RUS           | Russie RUS |
| ---------- | -------------------- | ---------- |
| Num        | Coureuse             | Pos        |
| 132        | Svetlana Boubnenkova | 33e        |
| 133        | Natalja Bojarskaja   | 24e        |
| 134        | Irina Molicheva      | 26e        |
| 135        | Anna Potokina        | 58e        |
| 136        | Marina Kulikova      | AB         |

| Belgique BEL | Belgique BEL             | Belgique BEL |
| ------------ | ------------------------ | ------------ |
| Num          | Coureuse                 | Pos          |
| 138          | Ine Beyen                | AB           |
| 139          | Lieselot Decroix         | 68e          |
| 140          | Liesbet De Vocht (route) | 64e          |
| 141          | Sjoukje Dufoer           | 38e          |
| 142          | Annelies Van Doorslaer   | AB           |
| 143          | Grace Verbeke            | 8e           |

| France FRA | France FRA             | France FRA |
| ---------- | ---------------------- | ---------- |
| Num        | Coureuse               | Pos        |
| 144        | Aude Biannic           | 15e        |
| 145        | Sophie Creux           | 44e        |
| 146        | Pauline Ferrand-Prévot | 9e         |
| 147        | Julie Krasniak         | AB         |
| 148        | Eugénie Mermillod      | 48e        |
| 149        | Edwige Pitel           | 54e        |

| Hongrie HUN | Hongrie HUN       | Hongrie HUN |
| ----------- | ----------------- | ----------- |
| Num         | Coureuse          | Pos         |
| 150         | Veronika Kormos   | AB          |
| 151         | Anita Rita Kenyó  | AB          |
| 152         | Krisztina Fáy     | AB          |
| 153         | Mónika Király     | AB          |
| 154         | Gabriella Zelinka | AB          |
| 155         | Aniko Revesz      | 72e         |

| Slovénie SLO | Slovénie SLO  | Slovénie SLO |
| ------------ | ------------- | ------------ |
| Num          | Coureuse      | Pos          |
| 156          | Alenka Novak  | AB           |
| 157          | Urša Pintar   | AB           |
| 158          | Tjaša Rutar   | AB           |
| 159          | Petra Zrimsek | AB           |
| 160          | Živa Verbič   | AB           |
| 161          | Andreja Godec | AB           |

| Croatie CRO | Croatie CRO   | Croatie CRO |
| ----------- | ------------- | ----------- |
| Num         | Coureuse      | Pos         |
| 162         | Viena Balen   | AB          |
| 163         | Wanda Svrakic | AB          |
| 164         | Iva Bozac     | AB          |
| 165         | Anja Jakasa   | AB          |

Source.

## Médias
La Rai retransmet la course.